# Hercolani
Gli Hercolani, o Ercolani, sono una famiglia principesca italiana originaria di Bologna.

## Storia
Le origini della famiglia Hercolani si fanno risalire ad un certo Andrea Hercolani, originario di Faenza, che si trasferì a Bologna nel XV secolo. Suo figlio Niccolò fu dottore in legge e divenne ufficialmente cittadino di Bologna il 4 febbraio 1429. La famiglia seppe da subito distinguersi per le sue doti nel campo legislativo al punto che un altro figlio di Andrea, Giovanni, divenne consigliere della regina Giovanna II di Napoli e Gran Connestabile del regno, mentre un suo figlio, Andrea, divenne podestà a Firenze. La discendenza di Giovanni si estinse coi suoi pronipoti, ma continuò fino ai nostri giorni invece quella di Niccolò. Il ramo di Bagnacavallo, che col tempo perse l'originaria lettera "H" davanti al cognome, trasse origine da Bitino, fratello di Niccolò.
Il ramo principale di Bologna, sin dal 1447 ottenne l'accesso alle magistrature cittadine, in particolare quella degli anziani della città, eccellendo anche nella mercatura. Nel 1528 gli Hercolani ottennero la contea di Rivazze da papa Clemente VII, titolo che però venne loro revocato nel 1532 per rappresaglia contro la città di Bologna insieme ad altri titoli costituiti nel medesimo periodo, mantenendo invece un seggio ereditario famigliare nel senato cittadino.
Il primogenito di Niccolò, Ercolano, fu il primo ad ottenere la carica di senatore, ed alla sua morte tale carica passò al fratello Agostino e poi al figlio di questi, Ercole, e poi al fratello di quest'ultimo, Germanico. Ercole, incluso nei cavalieri dell'Ordine di Santo Stefano papa e martire del Granducato di Toscana e collaborò coi granduchi per diversi anni rivestendo il ruolo di ambasciatore presso la corte di Modena.
Dopo la morte di Germanico senza eredi, il titolo senatorio passò al figlio di Ercole, Agostino, e quindi ai suoi discendenti in linea diretta primogenitale, Enrico (sesto senatore), Pompeo (settimo senatore) ed Agostino (ottavo senatore). Alla morte di Agostino, il titolo passò a suo fratello Vincenzo, nono senatore, con cui nel 1773 si estinse questo ramo della casata.
Ercolano, il primo senatore della casata, ebbe un figlio, Giacomo, che a sua volta ebbe due figli: Vincenzo ed Agostino. Il ramo di Vincenzo venne creato col titolo di conte di Medicina da papa Clemente VII. Questi ebbe due figli: il primo, Girolamo, proseguì una casata si estinse con la morte di un Vincenzo nel 1687. Il ramo originatosi dal secondogenito, Astorre, si ritrovò quindi erede delle fortune dell'intera casata. A questo ramo appartenne anche Alfonso Hercolani che visse attorno alla metà del XVII secolo, che originò Filippo Hercolani (1663-1722), ambasciatore imperiale presso la corte dogale di Venezia ed ottenne dall'imperatore Leopoldo I del Sacro Romano Impero dapprima il titolo di marchese di Blumberg (tradotto in italiano talvolta col nome di Florimonte) e poi quello di principe del Sacro Romano Impero nel 1699. Tali onori erano giustificati dal fatto che Filippo era entrato nella ristretta cerchia dei consiglieri personali dell'imperatore ed anche dopo la morte di questi nel 1705, mantenne tale carica sotto i suoi successori Giuseppe I e Carlo VI.
Nel 1710 gli nacque l'unico figlio maschio, Alfonso, II principe, che morì senza discendenti nel 1761, lasciando il titolo principesco in eredità ad un suo cugino, Marcantonio, che nel 1773 ottenne anche l'ereditarietà del titolo di senatore di Bologna dopo la morte di un altro su cugino, il predetto Vincenzo.
Il figlio di Marcantonio, Filippo (1736-1810), fu l'ultimo senatore del comune di Bologna prima della definitiva abolizione di questo organismo cittadino col periodo rivoluzionario. Egli si dedicò inoltre al restauro di alcune delle proprietà della sua famiglia tra cui la preziosa residenza di Belpoggio, risalente al XV secolo. Il primogenito di Filippo, Astorre (1779-1828), sposò Maria Malvezzi Lupari, dama d'onore della vice-regina del Regno napoleonico d'Italia a Milano. La famiglia proseguì per linea diretta sino ad Astorre (1877-1944) che divenne noto anche nella società aristocratica romana in quanto si maritò con la principessa Santa Borghese, figlia di Scipione Borghese, X principe di Sulmona, dalla quale ebbe discendenza.
Antonio (1883-1962), fratello di Astorre, invece, fondò un nuovo ramo della casata tutt'oggi fiorente, quello degli Hercolani Fava Simonetti, aggiungendo al proprio cognome quello della moglie Marianna, erede dei conti Fava Ghislieri Simonetti, venendo autorizzato a tale atto con Regio Decreto del 29 agosto 1913.

## Hercolani, Senatori di Bologna
- Ercolano, I senatore Hercolani di Bologna
- Agostino, II senatore Hercolani di Bologna, fratello del precedente
- Ercole, III senatore Hercolani di Bologna
- Germanico, IV senatore Hercolani di Bologna, fratello del precedente
- Agostino, V senatore Hercolani di Bologna, nipote del precedente
- Enrico, VI senatore Hercolani di Bologna
- Pompeo, VII senatore Hercolani di Bologna
- Agostino, VIII senatore Hercolani di Bologna
- Vincenzo (m. 1773), IX senatore Hercolani di Bologna

Estinzione del ramo. Passaggio del seggio a Marcantonio, III principe Hercolani

## Hercolani, Conti di Medicina
- Giacomo, figlio di Ercolano I senatore Hercolani di Bologna
- Vincenzo, I conte di Medicina
- Girolamo, II conte di Medicina
- Vincenzo (m. 1687), III conte di Medicina

Estinzione del ramo. Passaggio del titolo a Filippo, I principe Hercolani

## Hercolani, Principi del Sacro Romano Impero sul cognome (1699)
- Astorre, figlio di Giacomo di Ercolano Hercolani
- Alfonso
- Filippo (1663-1722), I principe Hercolani
- Alfonso (1710-1761), II principe Hercolani
- Marcantonio (1709-1772), III principe Hercolani, X senatore Hercolani di Bologna, cugino del precedente
- Filippo (1736-1810), IV principe Hercolani, XI senatore Hercolani di Bologna
- Astorre (1779-1828), V principe Hercolani
  - Alfonso (1799-1727), conte palatino; premorto al padre
- Augusto Napoleone (1821-1839), VI principe Hercolani, figlio di Alfonso
- Alfonso Astorre (1826-1869), VII principe Hercolani, fratello del precedente
- Alfonso (1850-1922), VIII principe Hercolani
- Astorre (1877-1944), IX principe Hercolani
- Andrea (1926-2004), X principe Hercolani
- Adriano (1929-2005), XI principe Hercolani, fratello del precedente
- Astorre (n. 1964), XII principe Hercolani

Erede presunto Antonio (n. 1965), fratello del principe in carica

## Hercolani Fava Simonetti, Conti palatini
- Antonio (1883-1962), Luogotenente Generale del Sovrano Militare Ordine di Malta, figlio di Alfonso (1850-1922), VIII principe Hercolani, aggiunge per matrimonio i cognomi Fava Simonetti andando a costituire il ramo Hercolani Fava Simonetti
- Filippo Rinaldo (1913-2002)
- Rinaldo Maria (1939-2019)[2]
- Gherardo Maria (n. 1941), fratello del precedente

## Altri Hercolani
- Marianna Hercolani di Marsciano (1707-1787), contessa